# Sorghum burmahicum
Sorghum burmahicum är en gräsart som beskrevs av Mukat Behari Raizada. Sorghum burmahicum ingår i släktet durror, och familjen gräs. Inga underarter finns listade i Catalogue of Life.